# فیروز مصطفی‌اف
فیروز مصطفی‌اف (ترکی آذربایجانی: Firuz Rəcəb oğlu Mustafayev / Фируз Рәҹәб оғлу Мустафајев؛ ۱۸ اکتبر ۱۹۳۳ – ۷ ژوئیهٔ ۲۰۱۸) سیاستمدار اهل جمهوری آذربایجان بود. وی از ۷ آوریل تا ۱۸ مه ۱۹۹۲ به طور موقت منصب نخست‌وزیر جمهوری آذربایجان را بر عهده داشت.
وی همچنین برندهٔ جوایزی همچون نشان انقلاب اکتبر و نشان لنین شده‌است.